# Aulacoserica rosettae
Aulacoserica rosettae är en skalbaggsart som beskrevs av Frey 1968. Aulacoserica rosettae ingår i släktet Aulacoserica och familjen Melolonthidae. Inga underarter finns listade.